# En psalm om konst
En psalm om konst är en psalm vars text är skriven av Fred Kaan och översatt till svenska av Gerd Román och Eva Åkerberg. Musiken är skriven av Leif Nahnfeldt. 

## Publicerad som
- Nr 868 i Psalmer i 2000-talet under rubriken "Jesus Kristus - människors räddning".